# BAR 004
El BAR 004 fue un monoplaza de Fórmula 1 con el que el equipo British American Racing compitió en la temporada 2002. Fue conducido por Jacques Villeneuve y Olivier Panis. Fue el primer monoplaza diseñado completamente por el equipo británico después de una alianza de 3 años con Reynard Motorsport.
Durante la temporada, el 004 no fue confiable y tuvo un comienzo lúgubre en el que el equipo no pudo anotar un solo punto de campeonato durante la primera mitad de la temporada. También Olivier Panis no pudo terminar las primeras siete carreras. El equipo anotó sus primeros puntos cuando terminaron cuartos y quintos en el Gran Premio de Gran Bretaña de 2002 en Silverstone. Eventualmente el equipo terminó octavo en el Campeonato de Constructores con siete puntos.

## Temporada 2002
Esta fue una temporada difícil para el equipo BAR Honda. A principio de año el jefe y copropietario del equipo, Craig Pollock, fue despedido; y su lugar fue ocupado por el exjefe de Benetton Formula, David Richards, quien intentó durante la pretemporada despedir a Olivier Panis para que su lugar fuera ocupado por un Jenson Button que estaba bajo contrato con Renault. Finalmente, la operación no se concretó y el francés continuó como compañero de Jacques Villeneuve por una temporada más.

Los resultados del BAR 004 fueron más que decepcionantes, estando muy lejos del de sus antecesores, el BAR 002 y el BAR 003. Villeneuve apenas sumó cuatro puntos, destacando el cuarto puesto conseguido en el Reino Unido; mientras que Panis, en una opaca temporada, sólo sumó tres puntos. Su mejor actuación también fue en Gran Bretaña, donde finalizó quinto.

## Resultados

### Fórmula 1
(Clave) (negrita indica pole position) (cursiva indica vuelta rápida)

| Año     | Motor            | Neu. | N.º | Pilotos            | 1   | 2   | 3   | 4   | 5   | 6   | 7   | 8   | 9   | 10  | 11  | 12  | 13  | 14  | 15  | 16  | 17  | Puntos | Pos. |
| ------- | ---------------- | ---- | --- | ------------------ | --- | --- | --- | --- | --- | --- | --- | --- | --- | --- | --- | --- | --- | --- | --- | --- | --- | ------ | ---- |
| 2002    | Honda RA002E V10 | B    |     |                    | AUS | MYS | BRA | SMR | ESP | AUT | MON | CAN | EUR | GBR | FRA | GER | HUN | BEL | ITA | USA | JPN | 7      | 8.º  |
| 2002    | Honda RA002E V10 | B    | 11  | Jacques Villeneuve | Ret | 8   | 10  | 7   | 7   | 10  | Ret | Ret | 12  | 4   | Ret | Ret | Ret | 8   | 9   | 6   | Ret | 7      | 8.º  |
| 2002    | Honda RA002E V10 | B    | 12  | Olivier Panis      | Ret | Ret | Ret | Ret | Ret | Ret | Ret | 8   | 9   | 5   | Ret | Ret | 12  | 12  | 6   | 12  | Ret | 7      | 8.º  |
| Fuente: |                  |      |     |                    |     |     |     |     |     |     |     |     |     |     |     |     |     |     |     |     |     |        |      |